# Qiandian (köpinghuvudort i Kina, Liaoning Sheng, lat 41,89, long 124,00)
Qiandian är en köpinghuvudort i Kina. Den ligger i provinsen Liaoning, i den nordöstra delen av landet, omkring 51 kilometer öster om provinshuvudstaden Shenyang. Antalet invånare är 25 572. Befolkningen består av 12 556 kvinnor och 13 016 män. Barn under 15 år utgör 9,0 %, vuxna 15-64 år 79 %, och äldre över 65 år 10,0 %.
Runt Qiandian är det ganska tätbefolkat, med 90 invånare per kvadratkilometer. Närmaste större samhälle är Fushun, 7,8 km sydväst om Qiandian. Runt Qiandian är det i huvudsak tätbebyggt.
Genomsnittlig årsnederbörd är 1 120 millimeter. Den regnigaste månaden är juli, med i genomsnitt 254 mm nederbörd, och den torraste är januari, med 9 mm nederbörd.